# Lkheng
Lkheng (franska: Lkheng (CR), Lkheng (Commune Rurale), arabiska: الرتب) är en kommun i Marocko.   Den ligger i provinsen Errachidia och regionen Drâa-Tafilalet, i den nordöstra delen av landet, 300 km sydost om huvudstaden Rabat. Antalet invånare är 12 992.